# ماده‌سرخسیان
ماده‌سرخسیان نام یکی از تیره‌های گیاهی از راسته سرخس‌سانان است که دارای پهنک‌های منقسم شانه‌ای با حاشیهٔ دندانه‌دار هستند و قاعدهٔ برگ‌هایشان پولک‌دار است.